# Hugo Cuenca
Hugo Francisco Cuenca Martínez (Coronel Oviedo, 8 gennaio 2005) è un calciatore paraguaiano, centrocampista del Genoa e della nazionale paraguaiana.

## Carriera

### Club
Cuenca è cresciuto nel Dep. Capiatá, club che ha lasciato nell'agosto del 2022 per entrare a far parte del settore giovanile del Milan. All'inizio della stagione 2024-2025 è stato incluso nella rosa del Milan Futuro, la seconda squadra appena fondata dai rossoneri; il 10 agosto 2024 ha giocato il suo primo incontro professionistico in Coppa Italia Serie C contro la Virtus Entella. Il 31 agosto seguente ha ricevuto la sua prima convocazione in prima squadra in vista dell'incontro di Serie A contro la Lazio.
Il 3 febbraio 2025, Cuenca è stato ceduto a titolo definitivo al Genoa, sempre in massima serie.

### Nazionale
Ha giocato nelle nazionali giovanili paraguaiane Under-15 ed Under-17.
Il 24 agosto 2024 ha ricevuto la prima convocazione da parte della nazionale maggiore paraguaiana, con cui ha debuttato il 10 settembre seguente subentrando nel secondo tempo dell'incontro di qualificazione per il campionato mondiale 2026 vinto 1-0 contro il Brasile.

## Statistiche

### Presenze e reti nei club
Statistiche aggiornate al 3 febbraio 2025
| Stagione        | Squadra         | Campionato      | Campionato | Campionato | Coppe nazionali | Coppe nazionali | Coppe nazionali | Coppe continentali | Coppe continentali | Coppe continentali | Altre coppe | Altre coppe | Altre coppe | Totale | Totale | Totale |
| Stagione        | Squadra         | Comp            | Pres       | Reti       | Comp            | Pres            | Reti            | Comp               | Pres               | Reti               | Comp        | Pres        | Reti        | Pres   | Reti   |        |
| --------------- | --------------- | --------------- | ---------- | ---------- | --------------- | --------------- | --------------- | ------------------ | ------------------ | ------------------ | ----------- | ----------- | ----------- | ------ | ------ | ------ |
| 2024-feb. 2025  | Milan Futuro    | C               | 9          | 0          | CI-C            | 2               | 0               | -                  | -                  | -                  | -           | -           | -           | 11     | 0      |        |
| feb.-giu. 2025  | Genoa           | A               | 0          | 0          | CI              | 0               | 0               | -                  | -                  | -                  | -           | -           | -           | 0      | 0      |        |
| Totale carriera | Totale carriera | Totale carriera | 9          | 0          |                 | 2               | 0               |                    | -                  | -                  |             | -           | -           | 11     | 0      |        |

### Cronologia presenze e reti in nazionale
| Cronologia completa delle presenze e delle reti in nazionale ― Paraguay | Cronologia completa delle presenze e delle reti in nazionale ― Paraguay | Cronologia completa delle presenze e delle reti in nazionale ― Paraguay | Cronologia completa delle presenze e delle reti in nazionale ― Paraguay | Cronologia completa delle presenze e delle reti in nazionale ― Paraguay | Cronologia completa delle presenze e delle reti in nazionale ― Paraguay | Cronologia completa delle presenze e delle reti in nazionale ― Paraguay | Cronologia completa delle presenze e delle reti in nazionale ― Paraguay |
| Data                                                                    | Città                                                                   | In casa                                                                 | Risultato                                                               | Ospiti                                                                  | Competizione                                                            | Reti                                                                    | Note                                                                    |
| ----------------------------------------------------------------------- | ----------------------------------------------------------------------- | ----------------------------------------------------------------------- | ----------------------------------------------------------------------- | ----------------------------------------------------------------------- | ----------------------------------------------------------------------- | ----------------------------------------------------------------------- | ----------------------------------------------------------------------- |
| 10-9-2024                                                               | Asunción                                                                | Paraguay                                                                | 1 – 0                                                                   | Brasile                                                                 | Qual. Mondiali 2026                                                     | -                                                                       | 85’                                                                     |
| Totale                                                                  |                                                                         | Presenze                                                                | 1                                                                       |                                                                         | Reti                                                                    | 0                                                                       |                                                                         |